# Paragarypus fagei
Genre
Espèce
Paragarypus fagei, unique représentant du genre Paragarypus, est une espèce de pseudoscorpions de la famille des Garypidae.

## Distribution
Cette espèce est endémique de Madagascar. Elle se rencontre vers Ambohibao.

## Étymologie
Cette espèce est nommée en l'honneur de Louis Fage.

## Publication originale
- Vachon, 1937 : Pseudoscorpions nouveaux des collections du Muséum National d'Histoire Naturelle de Paris. (3e note). Bulletin de la Société Entomologique de France, vol. 42, p. 188-190.